# Йоун Йоусеп Снайбьорнссон
Йоун Йоусеп Снайбьорнссон (исл. Jón Jósep Snæbjörnsson, род. 1 июня 1977 в Акюрейри), выступающий как Йоунси (исл. Jónsi) — исландский певец, представитель Исландии на Евровидении 2004 и 2012 гг. Также является вокалистом группы «Í svörtum fötum», исполняющей музыку в поп-рок стиле. Группа широко известна в Исландии благодаря своим живым выступлениям и напряжённым графиком туров.

## Карьера
Йоунси начал музыкальную карьеру в 90-х гг., переехал в Рейкьявик в 1997 году.
В 1998 году присоединяется к группе «Í svörtum fötum», которая в тот момент искала вокалиста. Группа дебютирует 1 января 1999 году. Весной 2001 года их сингл «Nakkin» занимает второе место в исландских чартах и приносит «Í svörtum fötum» популярность. Группа подписывает контракт на четыре альбома с лейблом «Skifan Records» в сентябре 2001 года и начинает подготовку к выпуску второго альбома, который выходит летом 2002 года, под названием «Í svörtum fötum». Альбом становится золотым и получает хорошие отзывы критиков. В 2003 году выходит третий альбом — «Tengsl».
В это же время Йоунси номинируется в качестве «Вокалиста года» на исландской музыкальной премии 2003. Выступал со многими известными исландскими исполнителями, также принял участие в мюзикле Grease, одном из самых популярных театральных мюзиклов Исландии, где сыграл роль Данни Зуко.
В 2004 году представляет свою страну на Евровидении с песней «Heaven», проходит в финал, но занимает там только 19 место.
В 2007 году ещё раз проходил национальный отбор с песней «Segðu mér», попадает в призовую тройку, но на Евровидение-2007 не едет.
11 февраля 2012 года вместе с Гретой Салоуме выигрывает национальный отбор, чтобы во второй раз представить свою страну на конкурсе песни Евровидение-2012 с композицией «Never Forget» (в исландском варианте — «Mundu eftir mér») Песня прошла в финал, но заняла 20 место.
Сыграл эпизодические роли в фильмах «Strákarnir okkar» (2005) и «Skaup» (2007). Также был ведущим исландской версии программы «Singing Bee» и молодёжной спортивной программы «Skolahreysti».

## Личная жизнь
Проживает с женой и двумя детьми в Рейкьявике.